# フィットイージー
フィットイージー株式会社（FIT EASY Inc.）は、岐阜県岐阜市に本社を置き、フィットネスクラブの運営を手掛けている企業。

## 概要
2018年7月に設立し、同年9月に最初の店舗として4店舗を開設。以降も「FIT-EASY」のブランド名で全国各地に24時間営業のフィットネスクラブを出店していおり、ゴルフやエステなど様々なジャンルの設備やサービスを併設しているのが特徴である。
2021年2月には、ファミリーマートが運営していた24時間フィットネスクラブ「Fit&GO」を譲受した他、2023年にはTOYOTA GAZOO Racing World Rally Teamとの間でオフィシャルパートナーシップを締結した。

## 沿革
- 2018年
  - 7月2日 - 設立。
  - 9月 - 最初の店舗となる4店舗を開店。
- 2021年2月 - ファミリーマートからフィットネスクラブ事業を譲受。
- 2024年7月23日 - 東京証券取引所スタンダード市場並びに名古屋証券取引所メイン市場に上場[7][8]。

## 店舗
詳細は店舗検索を参照。